# Light Crusader
Light Crusader es un RPG desarrollado por Treasure y publicado por Sega. Mezcla de rol, de acción y aventura y plataformas. Contaba con un estilo artístico y la presentación que imitaba a los juegos de rol europeos. Esto marcó un cambio importante para el desarrollador, conocido por los juegos de acción, con colores inspirados en el anime. Es, hasta la fecha, su solo RPG, y su único juego con un estilo de arte claramente occidental.

## Modo de juego
La aventura sigue a Sir David en su viaje a la ciudad de Green Row. Green Row ha estado sufriendo de una ola de desapariciones y Sir David ha sido convocado por el Rey para encontrar la causa. El juego se ve desde una perspectiva isométrica. Los jugadores pueden ejecutar ataques con la espada, así como usar cuatro elementos mágicos, moverse libremente, saltar, empujar objetos, etc. El juego es una mezcla de acción, resolución de puzles y plataformas en su mayor parte pero también con lo habitual de un juego de rol como ciudades, tiendas, equipos y lanzamiento de hechizos. El jugador controla a Sir David mientras viaja a través de una variedad de mazmorras, luchando contra criaturas diversas y resolviendo rompecabezas para avanzar y salvar a los que fueron secuestrados.

## Historia
Al iniciar el juego, el jugador se presentó a un hombre que más tarde se reveló como un malvado hechicero llamado Ragno Roke que está enojado por la reina, y se dice que tanto el rey como él se había ofrecido a casarse con la reina, pero fue rechazado . Decidió volver a despertar al mal Ramiah. Sir David se ofreció a venir a la Green Row después de su viaje. Él no ha estado allí por mucho tiempo y estaba a la espera de volver. Sin embargo, el rey informa a David sobre los últimos acontecimientos que las personas implicadas desaparecen de la nada. El rey le dice que la búsqueda de las personas desaparecidas. Al final del juego, David enfrenta tanto Roke y Ramiah. Roke le dice a David que él no necesita la vida de las personas desaparecidas a revivir Ramiah y que su propia vida debería ser suficiente. Tras derrotar a Ramiah, Roke termina muriendo y los desaparecidos regresan.

## Personajes
Sir David - El protagonista y héroe del juego. Él se ofreció a tomar unas vacaciones en la Green Row, pero al conocer la noticia de que el rey, debe encontrar a los desaparecidos antes de Roke puede despertar Ramiah.
Cullen - Un residente de Green Row que fue tomada por el Gremio de Magos que ser sacrificado para despertar Ramiah. Él se encuentra en B2, B3 y B6 de la cárcel, ofrece la solución a uno de los rompecabezas B2 y ofrece asesoramiento infrecuente durante los breves secuencias de juego que le ofrecen.
Rey y la Reina - Los gobernantes de Green Row, la reina se le dio la opción de casarse ya sea el rey o Roke, pero ella escogió el rey. El rey le da a David el talismán para evitar la barrera que conduce a B2.
Ghost del Rey Garriott - Aparece como un jefe en B4, que te reta a ver si eres digno de empuñar la espada del Light Crusader. Se utiliza para sellar Ramiah en el calabozo junto con la ayuda de ocho asistentes. Su nombre puede ser un homenaje al desarrollador de juegos Richard Garriott, creador de la serie seminal RPG de la computadora  Ultima.
Los 8 Wizards of King Garriott - Los ocho magos que ayudaron sello Ramiah en la cárcel. Ellos deben ser encontrados y rescatados en los ocho mundos temporalmente desplazadas (mazmorras cortos que cada función de un jefe correspondiente a la zona horaria representada) en B5.

## Guía No Oficial
La siguiente revista española, publicó una guía no oficial del Light Crusader:
- Hobby Consolas Nº60.